# La Thuile (Italië)
La Thuile is een gemeente in de Italiaanse regio Aostadal en telt 766 inwoners (31-12-2004). De oppervlakte bedraagt 125,6 km², de bevolkingsdichtheid is 6 inwoners per km².
De volgende frazioni maken deel uit van de gemeente: Arly, Bathieu, Buic, Entrèves, Grande Golette, Les Granges, Moulin, Petite Golette, Pont Serrand, Thovex, Villaret.
La Thuile maakt samen met het Franse La Rosière deel uit van het wintersportgebied Espace San Bernardo.

## Demografie
La Thuile telt ongeveer 371 huishoudens. Het aantal inwoners daalde in de periode 1991-2001 met 6,3% volgens cijfers uit de tienjaarlijkse volkstellingen van ISTAT.
| Jaar | Inwoneraantal |
| ---- | ------------- |
| 1991 | 764           |
| 2001 | 716           |

## Geografie
De gemeente ligt op ongeveer 1450 m boven zeeniveau.
La Thuile grenst aan de volgende gemeenten: Arvier, Avise, Bourg-Saint-Maurice, Courmayeur, La Salle, Montvalezan, Morgex, Pré-Saint-Didier, Sainte-Foy-Tarentaise, Séez, Valgrisenche.

## Galerij

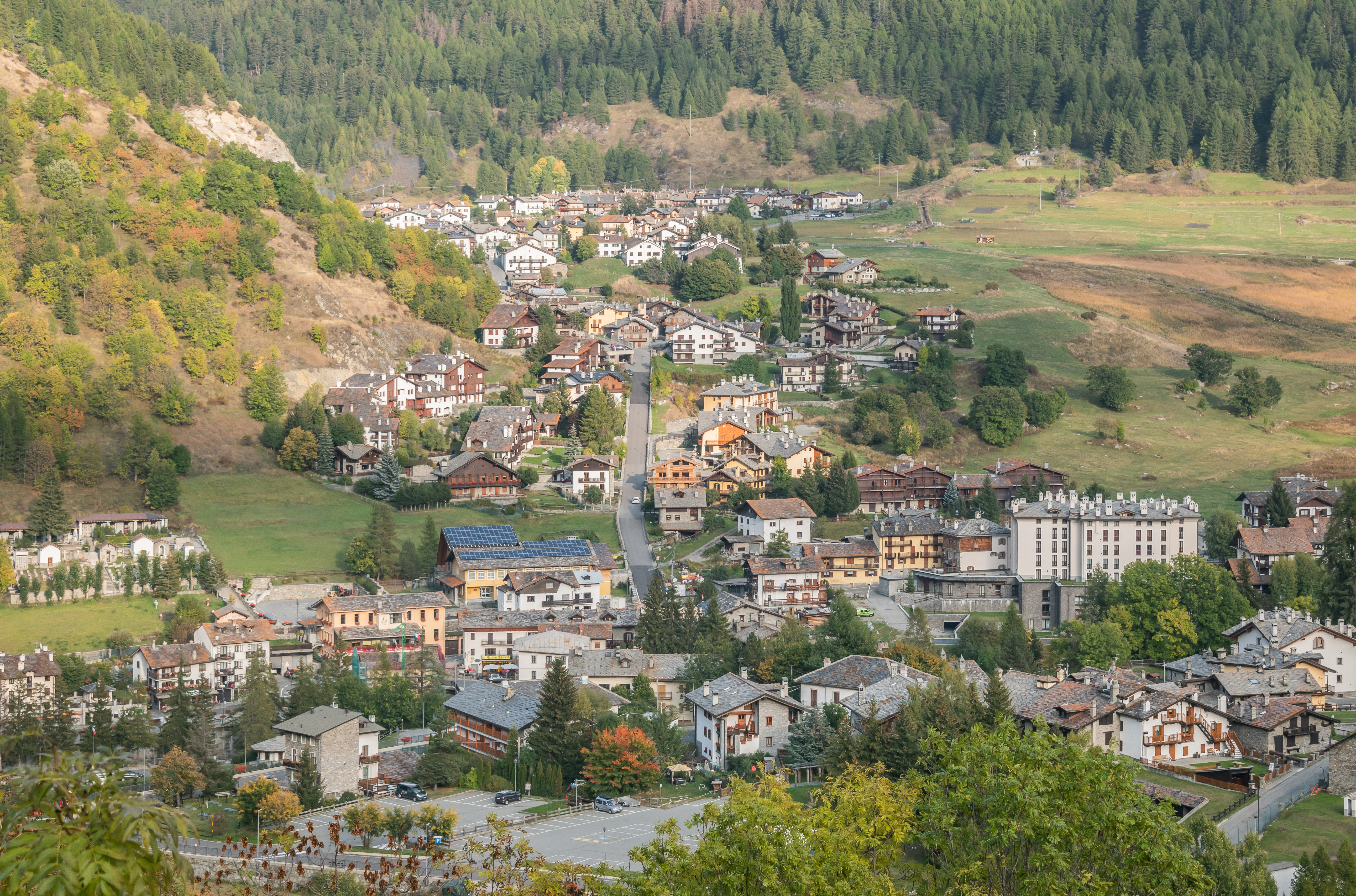
Zicht op de hoofdplaats
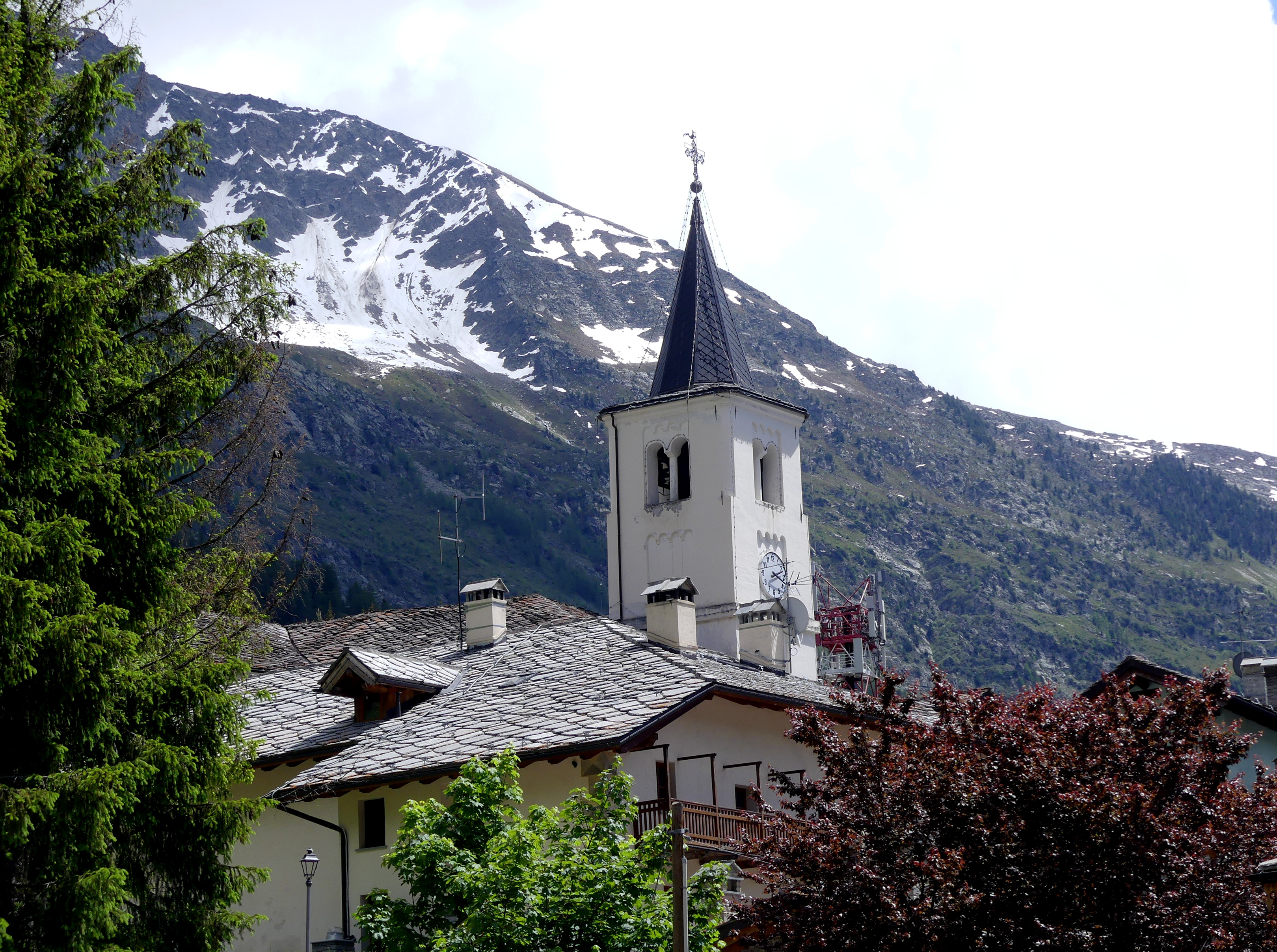
Sint-Niklaasparochiekerk
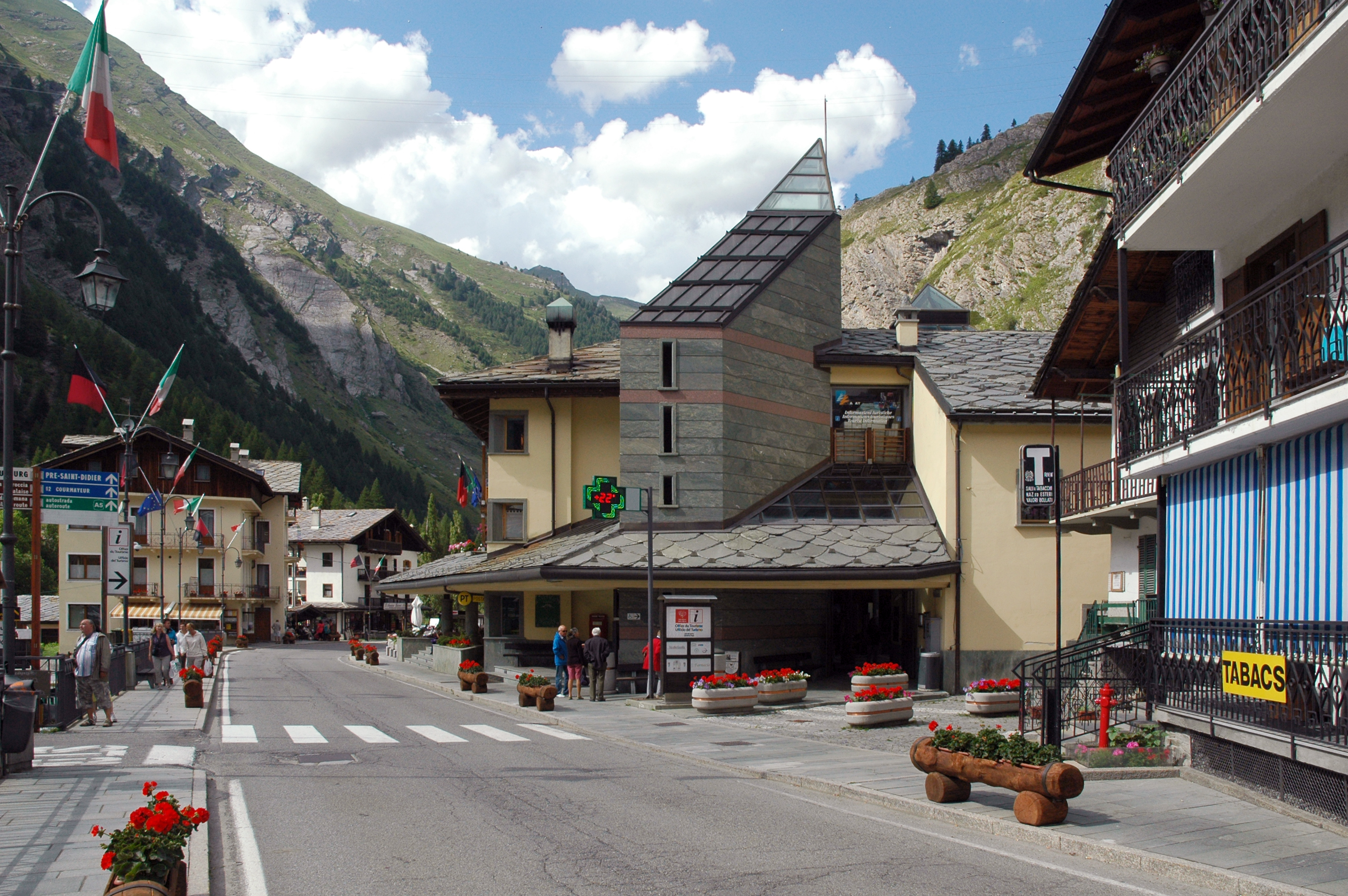
Postkantoor en bezoekerscentrum aan de hoofdstraat
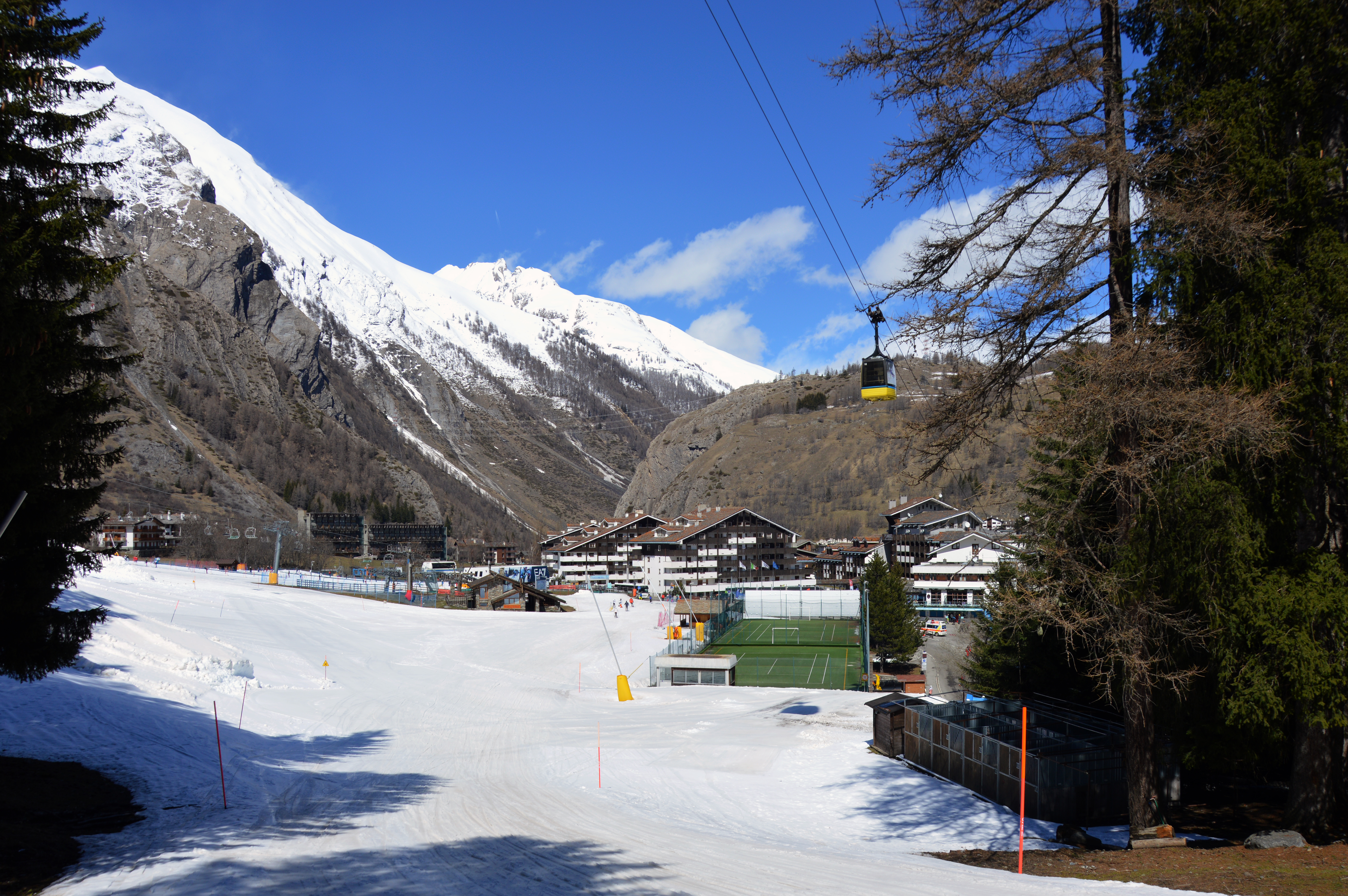
Aankomst van de skipistes in het dorpscentrum
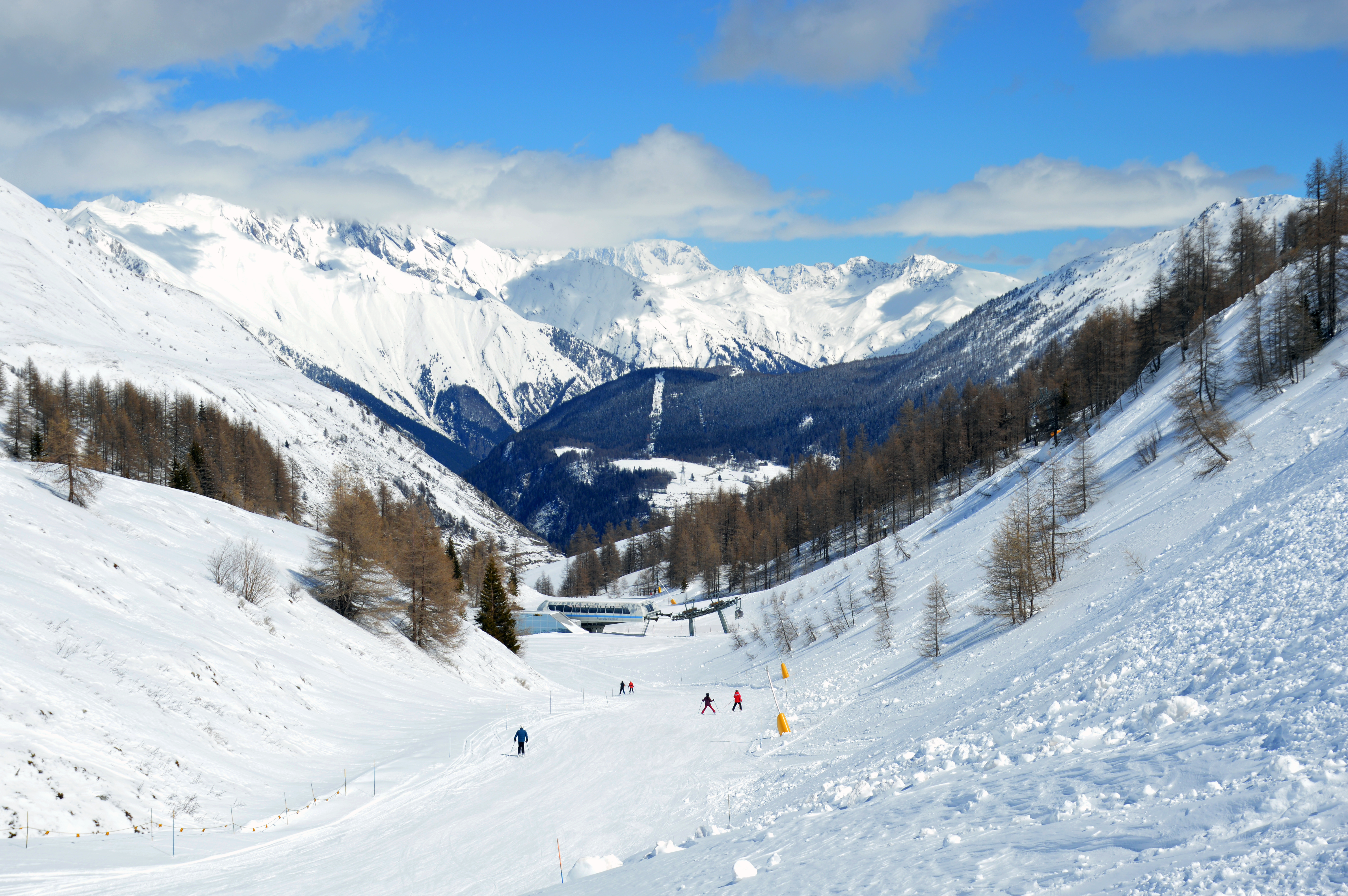
Afdaling van de Kleine Sint-Bernhardpas naar La Thuile